# Elektromagnetisches Spektrum
Das elektromagnetische Spektrum, auch EM-Spektrum oder elektromagnetisches Wellenspektrum ist die Gesamtheit aller elektromagnetischen Wellen verschiedener Wellenlängen. Das Lichtspektrum, auch Farbspektrum, ist der für den Menschen sichtbare Anteil des elektromagnetischen Spektrums.
Das Spektrum wird in verschiedene Bereiche unterteilt. Diese Einteilung ist willkürlich. Sie orientiert sich im niederenergetischen Bereich aus historischen Gründen an der Wellenlänge. Dabei werden jeweils Wellenlängenbereiche über mehrere Größenordnungen mit ähnlichen Eigenschaften in Kategorien wie etwa Licht, Radiowellen usw. zusammengefasst. Eine Unterteilung kann auch nach der Frequenz oder nach der Energie des einzelnen Photons (siehe unten) erfolgen. Bei sehr kurzen Wellenlängen, entsprechend hoher Quantenenergie, ist eine Einteilung nach Energie üblich.
Geordnet nach abnehmender Frequenz und somit zunehmender Wellenlänge befinden sich am Anfang des Spektrums die kurzwelligen und damit energiereichen Gammastrahlen, deren Wellenlänge bis in atomare Größenordnungen reicht. Am Ende stehen die Längstwellen, deren Wellenlängen viele Kilometer betragen.
Die Umrechnung der Wellenlänge {\displaystyle \lambda } in eine Frequenz {\displaystyle f} erfolgt mit der Formel {\displaystyle f={\frac {c}{\lambda }}}. Dabei ist {\displaystyle c} die Lichtgeschwindigkeit.

## Übersicht des elektromagnetischen Spektrums

Übersicht mit sichtbarem Spektrum im Detail

## Die Bereiche des elektromagnetischen Spektrums
| Bezeichnung des Frequenzbereichs       | Bezeichnung des Frequenzbereichs                            | Wellenlänge     | Frequenz                  | Photonen- Energie                | Erzeugung / Anregung | Technischer Einsatz |
| Haupt                                  | Unterteilung                                                | Wellenlänge     | Frequenz                  | Photonen- Energie                | Erzeugung / Anregung | Technischer Einsatz |
| -------------------------------------- | ----------------------------------------------------------- | --------------- | ------------------------- | -------------------------------- | --- | --- |
| Nieder- frequenz                       | Extremely Low Frequency (ELF)                               | 104 … 105 km    | 3 … 30 Hz                 | > 2,0 · 10−33 J > 1,2 · 10−14 eV | Bodendipol, Antennenanlagen, Magnetantenne                                                                                               | – |
| Nieder- frequenz                       | Super Low Frequency (SLF)                                   | 103 … 104 km    | 30 … 300 Hz               | > 2,0 · 10−32 J > 1,2 · 10−13 eV | Bodendipol, Antennenanlagen, Magnetantenne                                                                                               | (ehemals) U-Boot-Kommunikation |
| Nieder- frequenz                       | Ultra Low Frequency (ULF)                                   | 100 … 1000 km   | 300 … 3000 Hz             | > 2,0 · 10−31 J > 1,2 · 10−12 eV | Bodendipol, Antennenanlagen, Magnetantenne                                                                                               | |
| Nieder- frequenz                       | Very Low Frequency (VLF) Myriameterwelle, Längstwelle (SLW) | 10 … 100 km     | 3 … 30 kHz                | > 2,0 · 10−30 J > 1,2 · 10−11 eV | Bodendipol, Antennenanlagen, Magnetantenne                                                                                               | U-Boot-Kommunikation (DHO38, ZEVS, Sanguine, SAQ), Funknavigation, Pulsuhren |
| Radio- wellen                          | Langwelle (LW)                                              | 1 … 10 km       | 30 … 300 kHz              | > 2,0 · 10−29 J > 1,2 · 10−10 eV | Oszillatorschaltung + Antenne | Langwellenrundfunk, DCF77, Induktionskochfeld |
| Radio- wellen                          | Mittelwelle (MW)                                            | 100 … 1000 m    | 300 … 3000 kHz            | > 2,0 · 10−28 J > 1,2 · 10−9 eV  | Oszillatorschaltung + Antenne | Mittelwellenrundfunk, HF-Chirurgie, (1,7 … 3 MHz Grenzwelle, Kurzwellenrundfunk) |
| Radio- wellen                          | Kurzwelle (KW)                                              | 10 … 100 m      | 3 … 30 MHz                | > 1,1 · 10−27 J > 1,2 · 10−8 eV  | Oszillatorschaltung + Antenne | Grenzwelle, Kurzwellenrundfunk, HAARP, Diathermie, CB-Funk, RC-Modellbau, NFC |
| Radio- wellen                          | Ultrakurzwelle (UKW)                                        | 1 … 10 m        | 30 … 300 MHz              | > 2,0 · 10−26 J > 1,2 · 10−7 eV  | Oszillatorschaltung + Antenne | Hörfunk, Fernsehen, Radar, Magnetresonanztomografie |
| Mikro- wellen                          | Dezimeterwellen                                             | 1 dm … 1 m      | 300 … 3000 MHz            | > 2,0 · 10−25 J > 1,2 µeV        | Magnetron, Klystron, Maser, kosmische HintergrundstrahlungAnregung von Kernspinresonanz und Elektronenspinresonanz, Molekülrotationen    | Radar, Magnetresonanztomografie, Mobilfunk, Fernsehen, Mikrowellenherd, WLAN, Bluetooth, GPS, 2G, 3G, 4G, 5G                                                                             |
| Mikro- wellen                          | Zentimeterwellen                                            | 1 cm … 1 dm     | 3 … 30 GHz                | > 2,0 · 10−24 J > 12 µeV         | Magnetron, Klystron, Maser, kosmische HintergrundstrahlungAnregung von Kernspinresonanz und Elektronenspinresonanz, Molekülrotationen    | Radar, Radioastronomie, Richtfunk, Satellitenrundfunk, WLAN, 4G, 5G |
| Mikro- wellen                          | Millimeterwellen                                            | 1 mm … 1 cm     | 30 … 300 GHz (0,3 THz)    | > 2,0 · 10−23 J > 120 µeV        | Magnetron, Klystron, Maser, kosmische HintergrundstrahlungAnregung von Kernspinresonanz und Elektronenspinresonanz, Molekülrotationen    | Radar, Radioastronomie, Richtfunk |
| Terahertzstrahlung                     | Terahertzstrahlung                                          | 30 µm … 3 mm    | 0,1 … 10 THz              | > 6,6 · 10−23 J > 0,4 meV        | Synchrotron, Freie-Elektronen-Laser, elektronische Quellen                                                                               | Radioastronomie, Spektroskopie, Abbildungsverfahren (z. B. Körperscanner) |
| Infrarot- strahlung (Wärme- strahlung) | Fernes Infrarot                                             | 50 µm … 1 mm    | 0,300 … 6 THz             | > 2,0 · 10−22 J > 1,2 meV        | Wärmestrahler, Globar, SynchrotronMolekülschwingungen                                                                                    | Infrarotspektroskopie, Raman-Spektroskopie, Infrarotastronomie |
| Infrarot- strahlung (Wärme- strahlung) | Mittleres Infrarot                                          | 3 … 50 µm       | 6 … 100 THz               | > 4,0 · 10−21 J > 25 meV         | Kohlendioxidlaser, Quantenkaskadenlaser, Globar                                                                                          | Thermografie, Infrarotspektroskopie |
| Infrarot- strahlung (Wärme- strahlung) | Nahes Infrarot                                              | 780 nm … 3 µm   | 100 … 384 THz             | > 8,0 · 10−20 J > 500 meV        | Nd:YAG-Laser, Laserdiode, Leuchtdiode | Fernbedienung, Datenkommunikation (IRDA), CD, Infrarotspektroskopie, Datenübertragung (Lichtwellenleiter)                                                                                |
| Licht                                  | Rot                                                         | 640 … 780 nm    | 384 … 468 THz             | 1,59 … 1,93 eV                   | Wärmestrahler (Glühlampe), Gasentladung (Neonröhre), Farbstoff- und andere Laser, Synchrotron, Leuchtdiode Anregung von Valenzelektronen | DVD, Laserpointer, Datenübertragung (Lichtwellenleiter), Lasernivellier (rot, grün), Beleuchtung, Colorimetrie, Fotometrie, Lichtzeichenanlage (rot, gelb, grün), Blu-ray Disc (violett) |
| Licht                                  | Orange                                                      | 600 … 640 nm    | 468 … 500 THz             | 1,93 … 2,06 eV                   | Wärmestrahler (Glühlampe), Gasentladung (Neonröhre), Farbstoff- und andere Laser, Synchrotron, Leuchtdiode Anregung von Valenzelektronen | DVD, Laserpointer, Datenübertragung (Lichtwellenleiter), Lasernivellier (rot, grün), Beleuchtung, Colorimetrie, Fotometrie, Lichtzeichenanlage (rot, gelb, grün), Blu-ray Disc (violett) |
| Licht                                  | Gelb                                                        | 570 … 600 nm    | 500 … 526 THz             | 2,06 … 2,17 eV                   | Wärmestrahler (Glühlampe), Gasentladung (Neonröhre), Farbstoff- und andere Laser, Synchrotron, Leuchtdiode Anregung von Valenzelektronen | DVD, Laserpointer, Datenübertragung (Lichtwellenleiter), Lasernivellier (rot, grün), Beleuchtung, Colorimetrie, Fotometrie, Lichtzeichenanlage (rot, gelb, grün), Blu-ray Disc (violett) |
| Licht                                  | Grün                                                        | 490 … 570 nm    | 526 … 612 THz             | 2,17 … 2,53 eV                   | Wärmestrahler (Glühlampe), Gasentladung (Neonröhre), Farbstoff- und andere Laser, Synchrotron, Leuchtdiode Anregung von Valenzelektronen | DVD, Laserpointer, Datenübertragung (Lichtwellenleiter), Lasernivellier (rot, grün), Beleuchtung, Colorimetrie, Fotometrie, Lichtzeichenanlage (rot, gelb, grün), Blu-ray Disc (violett) |
| Licht                                  | Blau                                                        | 430 … 490 nm    | 612 … 697 THz             | 2,53 … 2,88 eV                   | Wärmestrahler (Glühlampe), Gasentladung (Neonröhre), Farbstoff- und andere Laser, Synchrotron, Leuchtdiode Anregung von Valenzelektronen | DVD, Laserpointer, Datenübertragung (Lichtwellenleiter), Lasernivellier (rot, grün), Beleuchtung, Colorimetrie, Fotometrie, Lichtzeichenanlage (rot, gelb, grün), Blu-ray Disc (violett) |
| Licht                                  | Violett                                                     | 380 … 430 nm    | 697 … 789 THz             | 2,88 … 3,26 eV                   | Wärmestrahler (Glühlampe), Gasentladung (Neonröhre), Farbstoff- und andere Laser, Synchrotron, Leuchtdiode Anregung von Valenzelektronen | DVD, Laserpointer, Datenübertragung (Lichtwellenleiter), Lasernivellier (rot, grün), Beleuchtung, Colorimetrie, Fotometrie, Lichtzeichenanlage (rot, gelb, grün), Blu-ray Disc (violett) |
| UV- Strahlen                           | Nahes UV („Schwarzlicht“)                                   | 315 … 380 nm    | 789 … 952 THz             | 3,26 … 3,94 eV                   | Gasentladung, Synchrotron, Excimerlaser, Leuchtdiode                                                                                     | Schwarzlicht Fluoreszenz, Phosphoreszenz, Banknotenprüfung, Fotolithografie, Desinfektion, UV-Licht, Spektroskopie                                                                       |
| UV- Strahlen                           | Mittleres UV („Dorno-Strahlung“)                            | 280 … 315 nm    | 952 … 1071 THz (1,07 PHz) | 3,94 … 4,43 eV                   | Gasentladung, Synchrotron, Excimerlaser, Leuchtdiode                                                                                     | Schwarzlicht Fluoreszenz, Phosphoreszenz, Banknotenprüfung, Fotolithografie, Desinfektion, UV-Licht, Spektroskopie                                                                       |
| UV- Strahlen                           | Fernes UV                                                   | 200 … 280 nm    | 1,07 … 1,5 PHz            | 4,43 … 6,2 eV                    | Gasentladung, Synchrotron, Excimerlaser, Leuchtdiode                                                                                     | Schwarzlicht Fluoreszenz, Phosphoreszenz, Banknotenprüfung, Fotolithografie, Desinfektion, UV-Licht, Spektroskopie                                                                       |
| UV- Strahlen                           | Vakuum-UV                                                   | 100 … 200 nm    | 1,5 … 3 PHz               | > 9,9 · 10−19 J > 6,2 … 12 eV    | XUV-Röhre, Synchrotron, Nanoplasma | EUV-Lithografie, Röntgenmikroskopie, Nanoskopie |
| UV- Strahlen                           | EUV                                                         | 10 … 121 nm     | 2,48 … 30 PHz             | > 5,0 · 10−18 J > 10,2 … 120 eV  | XUV-Röhre, Synchrotron, Nanoplasma | EUV-Lithografie, Röntgenmikroskopie, Nanoskopie |
| Röntgenstrahlen                        | Röntgenstrahlen                                             | 10 pm … 10 nm   | 30 PHz … 30 EHz           | > 2,0 · 10−16 J > 120 eV         | Röntgenröhre, SynchrotronAnregung von inneren Elektronen, Auger-Elektronen                                                               | medizinische Diagnostik, Sicherheitstechnik, Röntgenstrukturanalyse, Röntgenbeugung, Photoelektronenspektroskopie, Röntgenabsorptionsspektroskopie, Röntgenastronomie                    |
| Gammastrahlen                          | Gammastrahlen                                               | ≤ 10 pm         | ≥ 30 EHz                  | > 2,0 · 10−14 J > 120 keV        | Radioaktivität, AnnihilationAnregung von Kernzuständen                                                                                   | medizinische Strahlentherapie, Mößbauerspektroskopie |
| Kosmische Gammastrahlung               | Kosmische Gammastrahlung                                    | ≤ 1,2 · 10−17 m | ≥ 2,4 · 1025 Hz           | > 1,7 · 10−8 J > 1011 eV         | Supernova etc., höchste bisher beobachtete Energie: 16 TeV (2,6 µJ)                                                                      | Weltraumbeobachtung mit Luft-Tscherenkow-Teleskopen (MAGIC, HEGRA, H.E.S.S.) |

Hinweis
Die Klassifizierung nach Röntgenstrahlen und Gammastrahlen ist inhaltlich falsch. Sie bezeichnet die Entstehungsweise.
- Röntgenstrahlen entstehen durch Bremsstrahlung oder durch höherenergetische Übergänge in der Elektronenhülle (man spricht ab 100 eV von Röntgenstrahlung).
- Gammastrahlen entstehen durch Kernprozesse oder durch Paarvernichtung.
- Röntgenstrahlen erzeugt man gesteuert durch „Umlegen eines elektrischen Schalters“ (Röntgenröhre), nicht als stoffliche Eigenschaft
- Gammastrahlen entsteht als Strahlung aus Stoffen heraus, z. B. aus Technetium-99m
- Energiebereich Röntgenstrahlen: für medizinische Diagnostik unter 100 keV, aber auch bis 25 MeV möglich
- Energiebereich Gammastrahlen: meist über 125 keV, aber es gibt viele Gammastrahlen mit 20 … 125 keV, niedrige bekannte Linie: 8,35 eV(!)

## ULF Wellen im Bereich der geophysikalischen Forschungsgemeinschaft
Im Bereich der Geophysik stellt sich die Einteilung besagter EM-Wellenbereiche in ELF, VLF, ULF etwas anders dar. Im Speziellen gelten für den oben erwähnten ULF-Wellenbereich in der Geophysik folgende Perioden.
ULF Periodendauer von: 1s -  1000s (oder äquivalent Frequenzbereich: 1mHz - 1Hz)
Direct observations of the surface eigenmode of the dayside magentopause.
Daher könnte man vereinfacht sagen das in der Geophysik EM-Wellen mit einer Periodendauer länger einer 1 Sekunde als ULF-Wellen gelten.